# Record de France de natation dames du 200 mètres brasse

## Bassin de 50 mètres
| Temps         | Athlète            | Naissance | Âge | Équipe                          | Compétition                       | Lieu            | Date              |
| ------------- | ------------------ | --------- | --- | ------------------------------- | --------------------------------- | --------------- | ----------------- |
| 2 min 36 s 84 | Annick de Susini   | 1960      | 18  | Lyon Natation                   |                                   | Laval           | 13 juillet 1978   |
| 2 min 35 s 41 | Pascaline Louvrier | 1971      | 14  | Charleville-Mézières            | Championnats de France            | Aix-en-Provence | 24 février 1985   |
| 2 min 33 s 23 | Pascaline Louvrier | 1971      | 14  | Charleville-Mézières            |                                   | Genève          | 27 juillet 1985   |
| 2 min 32 s 69 | Audrey Guérit      | 1976      | 14  |                                 |                                   | Dunkerque       | 8 juillet 1990    |
| 2 min 30 s 89 | Audrey Guérit      | 1976      | 16  | Cercle des nageurs de Marseille |                                   | Sarcelles       | 15 mars 1992      |
| 2 min 29 s 96 | Karine Brémond     | 1975      | 22  | Istres Sport Natation           | Championnats d'Europe (s)         | Séville         | 20 août 1997      |
| 2 min 29 s 81 | Karine Brémond     | 1975      | 25  | Istres Sport Natation           | Mare Nostrum                      | Rome            | 31 mai 2000       |
| 2 min 28 s 90 | Karine Brémond     | 1975      | 25  | Istres Sport Natation           | Championnats d'Europe (s)         | Helsinki        | 6 juillet 2000    |
| 2 min 28 s 20 | Karine Brémond     | 1975      | 25  | Istres Sport Natation           | Championnats d'Europe (f)         | Helsinki        | 7 juillet 2000    |
| 2 min 27 s 13 | Karine Brémond     | 1975      | 25  | Istres Sport Natation           | Jeux olympiques (s)               | Sydney          | 20 septembre 2000 |
| 2 min 26 s 33 | Sophie de Ronchi   | 1985      | 24  | ES Massy Natation               | Championnats de France (s)        | Montpellier     | 23 avril 2009     |
| 2 min 25 s 19 | Sophie de Ronchi   | 1985      | 24  | ES Massy Natation               | Championnats de France (f)        | Montpellier     | 24 avril 2009     |
| 2 min 25 s 12 | Justine Delmas     | 2005      | 16  | CNO Saint-Germain-en-Laye       | Championnats d'Europe juniors (d) | Rome            | 8 juillet 2021    |

## Bassin de 25 mètres
| Temps         | Athlète            | Naissance | Âge | Équipe                  | Compétition                | Lieu                 | Date             |
| ------------- | ------------------ | --------- | --- | ----------------------- | -------------------------- | -------------------- | ---------------- |
| 2 min 27 s 60 | Pascaline Louvrier | 1971      | 15  | SN Charleville Mézières |                            | Boulogne-Billancourt | 28 janvier 1986  |
| 2 min 27 s 23 | Audrey Guérit      | 1976      | 15  | CN Marseille            |                            | Paris                | 22 décembre 1991 |
| 2 min 26 s 58 | Karine Brémond     | 1975      | 23  | Istres Sport Natation   | Coupe du monde             | Sydney               | 22 janvier 1998  |
| 2 min 25 s 97 | Karine Brémond     | 1975      | 24  | Istres Sport Natation   | Coupe du monde             | Paris                | 21 février 1999  |
| 2 min 24 s 98 | Coralie Dobral     | 1987      | 20  | Canet 66 Natation       | Championnats de France (f) | Nîmes                | 8 décembre 2007  |
| 2 min 22 s 96 | Sophie de Ronchi   | 1985      | 23  | ES Massy Natation       | Championnats de France (s) | Angers               | 6 décembre 2008  |
| 2 min 22 s 90 | Sophie de Ronchi   | 1985      | 23  | ES Massy Natation       | Championnats de France (f) | Angers               | 6 décembre 2008  |
| 2 min 22 s 67 | Sophie de Ronchi   | 1985      | 23  | ES Massy Natation       | Championnats interclub     | Paris                | 20 décembre 2008 |
| 2 min 21 s 55 | Sophie de Ronchi   | 1985      | 23  | ES Massy Natation       | Meeting de l'océan Indien  | Saint-Paul           | 28 décembre 2008 |
| 2 min 21 s 34 | Charlotte Bonnet   | 1995      | 27  | Olympic Nice Natation   | Championnats de France (f) | Chartres             | 5 novembre 2022  |
| 2 min 20 s 64 | Charlotte Bonnet   | 1995      | 28  | Olympic Nice Natation   | Championnats de France (f) | Angers               | 28 octobre 2023  |